# Daryl Stanley
Pour les articles homonymes, voir Stanley.
Daryl Stanley (né le 2 décembre 1962 à Winnipeg, dans la province du Manitoba au Canada) est un joueur professionnel retraité de hockey sur glace ayant évolué à la position de défenseur.

## Carrière
Après deux saisons avec les Bruins de New Westminster de la Ligue de hockey de l'Ouest, Stanley signe son premier contrat professionnel en 1981 avec les Flyers de Philadelphie. Il retourne néanmoins dans la ligue de l'Ouest, s'alignant pour la saison 1981-82 avec les Blades de Saskatoon. Au terme de cette saison, il rejoint l'équipe affilié aux Flyers dans la Ligue américaine de hockey, les Mariners du Maine.
Disputant la saison suivante dans les rangs mineurs, il accède pour la première fois à la Ligue nationale de hockey lors de la saison 1983-1984, prenant part à 23 rencontres avec les Flyers.
Il débuta la saison 1984-1985 avec les Mariners, mais après 24 parties avec ces derniers il fut victime d'un grave accident de la route, subissant une luxation d'une vertèbre dans le cou, une commotion cérébrale mineure, et une contusion à un rein. Malgré le pessimisme de ses médecins face à un retour possible à la compétition, il revient au jeu en 1986-1987 et aida les Flyers a accéder à la finale de la Coupe Stanley.
Au terme de cette saison, il se voit être échangé par les Flyers en compagnie de Darren Jensen au Canucks de Vancouver en retour notamment du gardien Wendell Young. Daryl Stanley prendra part à trois saisons avec les Canucks avant d'annoncer son retrait de la compétition à l'été 1990.

## Statistiques
| Saison     | Équipe                    | Ligue      |     | Saison régulière | Saison régulière | Saison régulière | Saison régulière | Saison régulière |   | Séries éliminatoires | Séries éliminatoires | Séries éliminatoires | Séries éliminatoires | Séries éliminatoires |
| Saison     | Équipe                    | Ligue      | PJ  | B                | A                | Pts              | Pun              | PJ               | B | A                    | Pts                  | Pun                  |                      |                      |
| 1979-1980  | Bruins de New Westminster | LHOu       | 64  | 2                | 12               | 14               | 110              |                  |   |                      |                      |                      |                      |                      |
| 1980-1981  | Bruins de New Westminster | LHOu       | 66  | 7                | 27               | 34               | 127              |                  |   |                      |                      |                      |                      |                      |
| 1981-1982  | Blades de Saskatoon       | LHOu       | 65  | 7                | 25               | 32               | 175              | 5                | 1 | 1                    | 2                    | 14                   |                      |                      |
| 1981-1982  | Mariners du Maine         | LAH        |     |                  |                  |                  |                  | 2                | 0 | 2                    | 2                    | 2                    |                      |                      |
| 1982-1983  | Mariners du Maine         | LAH        | 44  | 2                | 5                | 7                | 95               | 2                | 0 | 0                    | 0                    | 0                    |                      |                      |
| 1982-1983  | Goaldiggers de Toledo     | LIH        | 5   | 0                | 2                | 2                | 2                |                  |   |                      |                      |                      |                      |                      |
| 1983-1984  | Flyers de Philadelphie    | LNH        | 23  | 1                | 4                | 5                | 71               | 3                | 0 | 0                    | 0                    | 19                   |                      |                      |
| 1983-1984  | Indians de Springfield    | LAH        | 51  | 4                | 10               | 14               | 122              |                  |   |                      |                      |                      |                      |                      |
| 1984-1985  | Bears de Hershey          | LAH        | 24  | 0                | 7                | 7                | 33               |                  |   |                      |                      |                      |                      |                      |
| 1985-1986  | Flyers de Philadelphie    | LNH        | 33  | 0                | 2                | 2                | 69               | 1                | 0 | 0                    | 0                    | 2                    |                      |                      |
| 1985-1986  | Bears de Hershey          | LAH        | 27  | 0                | 4                | 4                | 88               |                  |   |                      |                      |                      |                      |                      |
| 1986-1987  | Flyers de Philadelphie    | LNH        | 33  | 1                | 2                | 3                | 76               | 13               | 0 | 0                    | 0                    | 9                    |                      |                      |
| 1987-1988  | Canucks de Vancouver      | LNH        | 57  | 2                | 7                | 9                | 151              |                  |   |                      |                      |                      |                      |                      |
| 1988-1989  | Canucks de Vancouver      | LNH        | 20  | 3                | 1                | 4                | 14               |                  |   |                      |                      |                      |                      |                      |
| 1989-1990  | Canucks de Vancouver      | LNH        | 23  | 1                | 1                | 2                | 27               |                  |   |                      |                      |                      |                      |                      |
| Totaux LNH | Totaux LNH                | Totaux LNH | 189 | 8                | 17               | 25               | 408              | 17               | 0 | 0                    | 0                    | 30                   |                      |                      |

### Transaction en carrière
- 9 octobre 1981 : signe à titre d'agent libre avec les Flyers de Philadelphie.
- 31 août 1987 : échangé par les Flyers avec Darren Jensen aux Canucks de Vancouver en retour de Wendell Young et du choix de troisième ronde des Canucks au repêchage de 1990 (les Flyers réclament avec ce choix Kimbi Daniels).